# Isla Outer Brass
La Isla Outer Brass (en inglés: Outer Brass Island)  es el nombre que recibe una isla que geográficamente está incluida en el archipiélago de las Islas Vírgenes que a su vez forma parte de las Antillas Menores en el Mar Caribe, y que administrativamente es una de las que compone el territorio no incorporado de las Islas Vírgenes de los Estados Unidos.
Se localiza específicamente al norte de la Isla Inner Brass en la costa norte de la mucho más grande isla de Santo Tomás y al noreste de las Rocas Lizard (Lizard Rocks).